# Diklosmta
Diklosmta (georgiska: დიკლოსმთა; ryska: Диклосмта) är ett berg på gränsen mellan nordöstra Georgien och Ryssland. Toppen på Diklosmta är 4 285 meter över havet.